# Joshua Benoliel

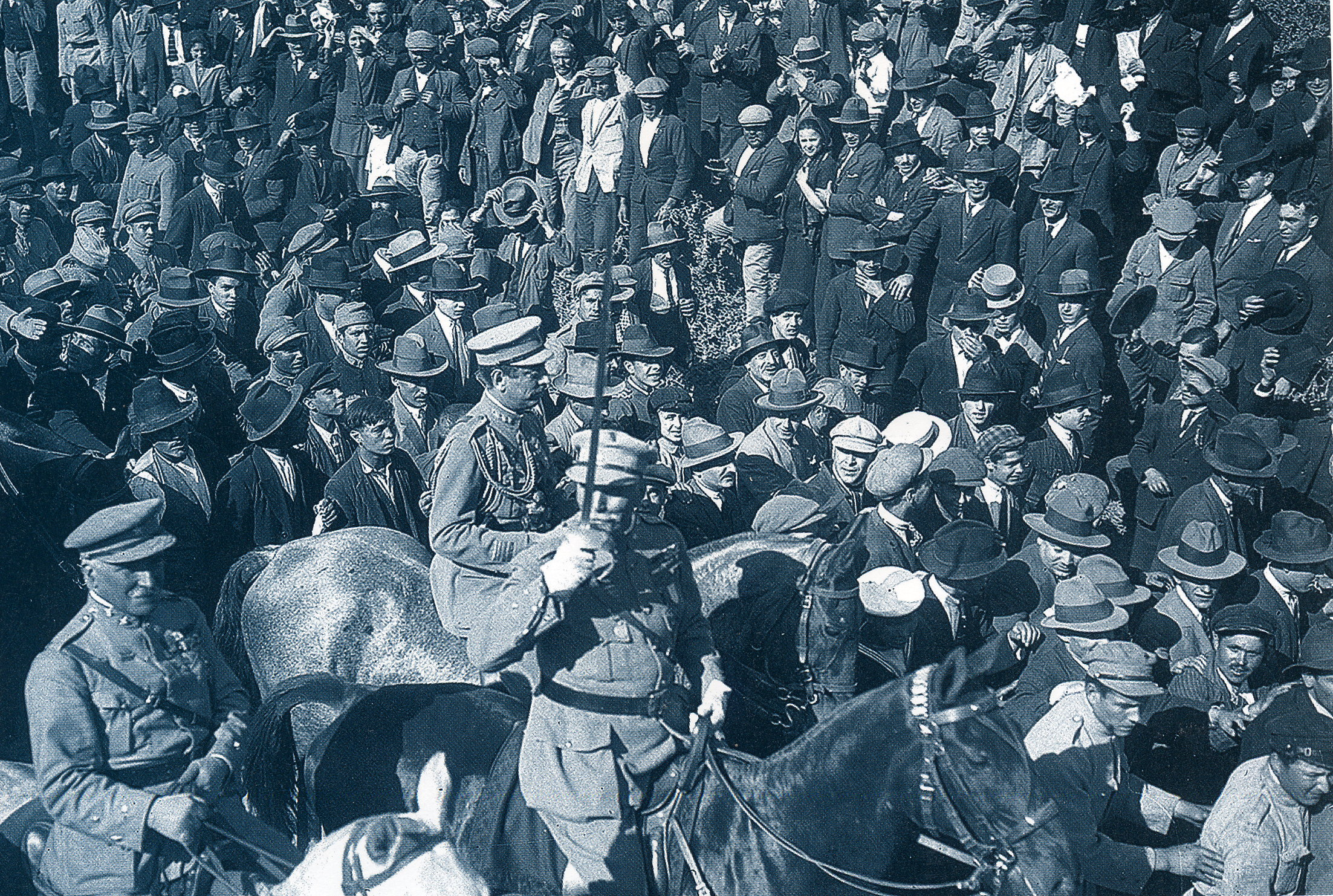
Desfile, 28 de mayo de 1926.

Joshua Benoliel (Lisboa, 13 de enero de 1873 - Lisboa, 2 de febrero de 1932) fue un fotógrafo portugués que está considerado como el primer reportero gráfico que existió en Portugal.

## Trayectoria
Nacido en una familia de origen judío procedente de Gibraltar, realizó trabajos periodísticos para O tiro civil en 1898 y entre 1903 y 1918 y para la Ilustração Portugueza que era el nombre del semanario de O Século. También colaboró con otras revistas ilustradas como Occidente o Panorama, así como el Diario ABC.
Entre sus trabajos se puede señalar el seguimiento de los viajes al extranjero de los reyes Carlos I de Portugal y Manuel II de Portugal en los que tuvo oportunidad de ofrecer imágenes de tipo humanista y moderno en aquella época distanciándose de las tomas más oficialistas que eran habituales.
También realizó reportajes sobre la Revolución del 5 de octubre de 1910 que dio origen a la proclamación de la Primera República Portuguesa y las revueltas monárquicas que se produjeron durante la misma. Varios reportajes de fotografía de guerra los realizó durante la Primera Guerra Mundial en el seguimiento que hizo a las tropas portuguesas que lucharon en los Países Bajos.
Entre 1903 y 1918 publicó una obra en fascículos llamada Arquivo Gráfico da Vida Portuguesa que recogía la vida cotidiana de los portugueses a principio del siglo XX.